# 卡萨尔诺沃-蒙泰罗塔罗
卡萨尔诺沃-蒙泰罗塔罗（義大利語：Casalnuovo Monterotaro），是意大利福贾省的一个市镇。总面积48.1平方公里，人口1729人，人口密度35.9人/平方公里（2009年）。ISTAT代码为071013。